# Brooklyn Sudano
Brooklyn Sudano (Nashville, 5 gennaio 1981) è un'attrice, cantante e ballerina statunitense.
È famosa per aver interpretato il ruolo di Vanessa Scott nella sitcom della ABC Tutto in famiglia. Ha inoltre recitato nella serie d'azione della NBC Taken nel ruolo di Asha Flynn.

## Biografia
Brooklyn Sudano è nata a Nashville, in Tennessee, dalla cantante afroamericana Donna Summer e dal cantautore italo-americano Bruce Sudano. Prende il nome dal luogo di nascita di suo padre, Brooklyn, a New York. La sorella minore è la cantautrice Amanda Sudano dei Johnnyswim. Ha anche una sorellastra maggiore, Mimi Sommer, nata dal primo matrimonio di sua madre con Helmut Sommer.
Sudano ha trascorso la prima parte della sua infanzia in un ranch di 56 acri a Thousand Oaks, California, fino a quando la sua famiglia si è trasferita nel Connecticut quando aveva 10 anni. A 14 anni, si trasferisce di nuovo insieme alla sua famiglia a Nashville, nel Tennessee, dove comincia ad interessarsi al canto, facendo parte del coro evangelico in chiesa. Assieme alle sue sorelle trascorse le estati in tournée aiutando la madre come coriste. Inizia a studiare danza e a scrivere alcune canzoni.
Ha frequentato il liceo alla Christ Presbyterian Academy dove è apparsa in tutte le produzioni teatrali. Più volte ha seguito i genitori in tour studiando con un tutor privato. Era un'ottima studentessa, tanto da essere nominata valedictorian alla sua laurea.
Dopo la laurea, Brooklyn Sudano fu ammessa alla Brown, alla Duke e all'Università di Georgetown. Tuttavia ha scelto di rimanere vicino a casa frequentando l'Università Vanderbilt, che lasciò per studiare al Lee Strasberg Theatre and Film Institute di New York.
La canzone "Brooklyn" dell'album di sua madre I'm a Rainbow è dedicata a lei.

## Carriera

### Modella
Mentre Brooklyn Sudano studiava recitazione a New York, fu notata da un agente e firmò per la Ford Modeling Agency. Riesce quindi ad apparire in numerose campagne pubblicitarie su stampa e televisione, tra cui alcune per Clairol, Clean &amp; Clear e K-Mart.

### Recitazione
Brooklyn ha sostituito Meagan Good nel ruolo di Vanessa Scott in Tutto in famiglia. Interpreta la fidanzata di Junior e successivamente la moglie, ed appare per la prima volta nel finale della terza stagione. Continua come membro del cast regolare per il resto della serie.
Ha anche recitato nell'adattamento cinematografico del libro di VC Andrews Rain.
Ha interpretato Mikaela nel film MTV TV Turn the Beat Around.
È apparsa in $#*! My Dad Says nel 2011. Successivamente ha interpretato il ruolo di Christy Epping nella serie Hulu 22.11.63 ed è apparsa in Ballers dell'HBO.
Ha recitato in 10 episodi della prima stagione di Taken.

## Vita privata
Brooklyn Sudano ha sposato il suo fidanzato di lunga data, Mike McGlaflin, l'8 ottobre 2006 con cui abita a Los Angeles insieme alla loro figlia.

## Doppiatrici italiane
Nelle versioni in italiano delle opere in cui ha recitato, Brooklyn Sudano è stata doppiata da:
- Francesca Manicone in Tutto in famiglia, Body of Proof
- Irene Di Valmo in CSI: NY
- Barbara Villa in 22.11.63
- Eva Padoan in Taken
- Ughetta D'Onorascenzo in Cruel Summer